# احمتلر، پزاریری
احمتلر، پزاریری (به لاتین: Ahmetler, Pazaryeri) یک  Köy  در ترکیه است که در استان بیله‌جک واقع شده‌است.

## خصوصیات
احمتلر ۳۸۹ نفر جمعیت دارد.